# Pierre Audoin
Pour les articles homonymes, voir Audoin.
Pierre Audoin, né le 8 septembre 1932 à l'Hôpital Grall de Saïgon et mort le 10 janvier 2018 à Larchant,, a consacré sa vie à la conception et à la mise en œuvre de politiques de développement dans le domaine des Technologies Électronique et Informatique. Acteur majeur de la mise en œuvre du Plan Calcul et des politiques informatiques françaises jusqu’en 1975, il fonde ensuite Pierre Audoin Conseil (aujourd’hui Pierre Audoin Consultants) afin d’apporter son savoir-faire au secteur privé en France et en Europe.

## Formation
Pierre Audoin est d’abord licencié de droit, puis diplômé d’Études Supérieures d’Économie Politiques, d’Études Supérieures de Sciences Economiques à la Faculté de Droit de Paris et de l’Institut d’Études Politiques de Paris (section Service Public).

## 1961-1963: le BIPE
En 1961, Pierre Audoin devient chargé d’études au Bureau d'information et de prévisions économiques (BIPE) avant d'en être nommé le directeur. 
Il crée ensuite le « Service Électronique et Informatique » (SEI). 
Il réalise de nombreuses études pour le Commissariat général du Plan, afin notamment d’étudier les modes de financement de l'industrie électronique aux États-Unis. Dans le contexte de la « guerre froide », il découvre que le gouvernement américain investit des millions dans la recherche sur l’informatique et les circuits intégrés. Son objectif est alors d’instaurer la même chose en France pour développer l'indépendance française dans le secteur de l'informatique*. Il tente notamment de sauver Bull du rachat par General Electric en 1964, mais le projet n’aboutit pas, faute de vision à long terme sur le potentiel du secteur informatique[réf. nécessaire].

## 1964-1967: le Plan Calcul
De 1964 à 1967, Pierre Audoin travaille au sein du Commissariat général du Plan, d’abord comme Chargé de Mission puis comme Secrétaire Général de la Commission Permanente de l’Électronique du Plan. 
Dans ce contexte, il conçoit et met en place les principaux éléments de la stratégie du Plan Calcul. Il participe aux côtés de François-Xavier Ortoli, Commissaire Général du Plan, à la rédaction du rapport adopté le 16 juillet 1966 par le Général de Gaulle et qui décide du lancement du Plan Calcul. Il négocie avec les grands groupes industriels et bancaires, et le ministère des Finances, les structures, les objectifs et les moyens de financement de la première étape « quinquennale » du Plan Calcul.
Erich Jantsch, dans son ouvrage « La Prévision Technologique » (OCDE 1967, page 357) écrira à propos des rapports de Pierre Audoin : « L’auteur suggère une méthode de « coalition » entre les pays européens afin de pouvoir suivre le rythme de développement des États-Unis. Ce document constitue l’une des rares tentatives faites en Europe en vue de comprendre les raisons fondamentales de l’écart technologique séparant les États-Unis et l’Europe dans un secteur important, et insiste sur la nécessité d’une stratégie pour l’avenir. ».
Durant cette même période, Pierre Audoin est Conseiller Economique du Centre de Prospective et d’Évaluation du ministère des Armées, où il met au point la partie économique d’un « modèle de décision » permettant au ministère des Armées de choisir entre tous ses projets de recherche.

## 1967-1974: Délégation à l’Informatique
De 1967 à 1974, Pierre Audoin est Secrétaire Général puis Délégué-Adjoint à l’Informatique. Cette Délégation à l’Informatique, créée en 1967, dure 7 ans, au bout desquels elle compte 60 personnes. 
En octobre 1966, premier collaborateur de Robert Galley nommé Délégué à l’Informatique, Pierre Audoin négocie et met au point de la première Convention Plan Calcul signée en avril 1967 et qui couvre la période 1967-1971. Il met en place les structures d’une politique informatique au sein de l’administration française (commissions ministérielles de l’informatique) et initie la mise en œuvre des schémas-directeurs informatiques. Le but est de recréer une industrie de l’informatique à la suite de la vente de Bull à General Electrics. 
Au sein de la Délégation à l’Informatique, Pierre Audoin participe notamment à la création de l’INRIA (Institut National de Recherche en Informatique et en Automatique) en 1967, et à la mise au point d’un réseau type internet entre les institutions publiques et le secteur des logiciels, en 1968. 
En 1966, Pierre Audoin participe à la création de la Compagnie internationale pour l'informatique (CII) qui fabrique des ordinateurs compatibles IBM. Il signe par la suite des accords avec l’Allemand Siemens et le Hollandais Philips, dont naîtra Unidata en 1972. Le but est de concurrencer IBM en Europe.
En 1968, Robert Galley devient ministre de la Recherche. Il est remplacé par Maurice Allègre à la tête de la Délégation à l’Informatique. Pierre Audoin assume à ses côtés la direction de la Délégation à l’Informatique en 1970, en tant que Délégué-Adjoint à l’Informatique. 
Il est rapporteur pour la France de deux groupes de travail (Calculateurs Électroniques, Composants Électroniques), sur le problème du « Techno-logical Gap » pour la troisième conférence ministérielle sur la science des pays de l’OCDE (mars 1968). 
Entre 1967 et 1974, Pierre Audoin est aussi rapporteur pour la France du « Groupe Informatique » de la CEE, qui aboutit en 1974 à une décision unanime des neuf ministres des Affaires étrangères sur la nécessité de soutenir une industrie européenne de l’informatique. Il négocie alors et met en place des accords internationaux qui débouchent sur l’accord Unidata entre la CII, Siemens et Philips. Pierre Audoin est chargé de la vente de licences et des accords intergouvernementaux en Roumanie et Hongrie.

## Création de la société Pierre Audoin Consultants

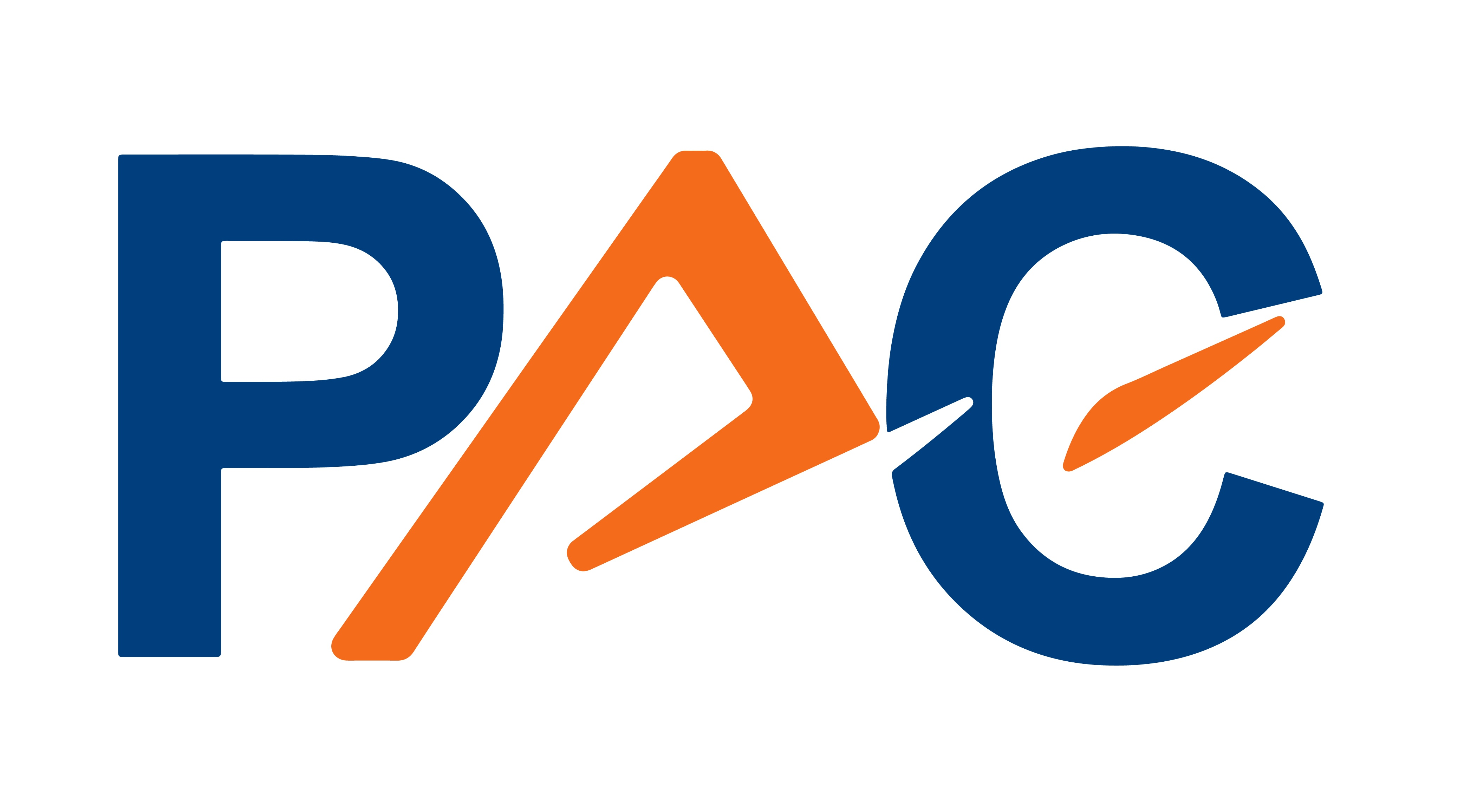
Logo de Pierre-Audoin Consultants (PAC).

À la suite de l’élection de Valéry Giscard d’Estaing, le Plan Calcul est abandonné, la CII revendue à Bull-Honeywell et Unidata disloqué.
Pierre Audoin quitte l’administration et crée le cabinet Pierre Audoin Conseil en 1974. La société Pierre Audoin Consultants est fondée en 1976. 
En 1999, PAC lance des activités à Bucarest avant d'ouvrir des bureaux à New York en 2000, Londres en 2002, Sao Paolo en 2009 et New Delhi en 2011.
Frédéric Munch est nommé président du directoire en décembre 2011,. La même année, PAC rachète Berlecon Research, une société allemande spécialisée en Télécoms et Unified Communication & Collaboration. En juin 2014, la société fondée par Audoin est rachetée et absorbée par la firme CXP Group.

## Distinctions
Le 26 mars 1990, Édith Cresson, Ministre des Affaires Européennes, lui remet la légion d’honneur. Elle déclare à cette occasion : « Sans jamais désespérer, vous avez, Pierre Audoin, contribué à servir votre pays et l’Europe par la pertinence des études que vous avez menées, et la conviction que vous avez su communiquer en contribuant efficacement à la cohésion de l’Europe pour l’innovation technologique. ».